# Carlos Espí
Carlos Espí, né le 24 juillet 2005 à Tavernes de la Valldigna en Espagne, est un footballeur espagnol qui joue au poste d'avant-centre au Levante UD.

## Biographie

### En club
Né à Tavernes de la Valldigna en Espagne, Carlos Espí est formé par l'UD Alzira avant de rejoindre le Levante UD, où il poursuit sa formation. Début février 2024 il est intégré pour la première fois au groupe professionnel.
Le 18 février 2024, il joue son premier match en professionnel avec l'équipe première du Levante UD, lors d'une rencontre de deuxième division espagnole face au Racing Club de Ferrol. Il entre en jeu et les deux équipes se neutralisent (0-0 score final),. Il est alors considéré comme l'un des joueurs les plus prometteurs de Levante et ses prestations, notamment dans les équipes de jeunes du club ne passent pas inaperçues, le média AS évoque un intérêt du Real Madrid pour le joueur en avril 2024.
Espí marque son premier but en professionnel le 26 mai 2024, à l'occasion d'une rencontre de championnat face à l'AD Alcorcón. Entré en jau à la place d'Alejandro Cantero, il marque trois minutes plus tard, mais les deux équipes se neutralisent ce jour-là (2-2 score final).

### En sélection
Carlos Espí est convoqué pour la première fois avec l'équipe d'Espagne des moins de 19 ans en février 2024.